# المدرسة الأمريكية للدراسات الكلاسيكية في أثينا
المدرسة الأمريكية للدراسات الكلاسيكية في أثينا ((باليونانية: Αμερικανική Σχολή Κλασικών Σπουδών στην Αθήνα)‏) هو إحدى المعاهد الأثرية الأجنبية (List of Foreign Archaeological Institutes in Greece) في أثينا، اليونان. المركز عضو في مجلس مراكز البحوث الأمريكية في الخارج (Council of American Overseas Research Centers).

## معلومات عامة

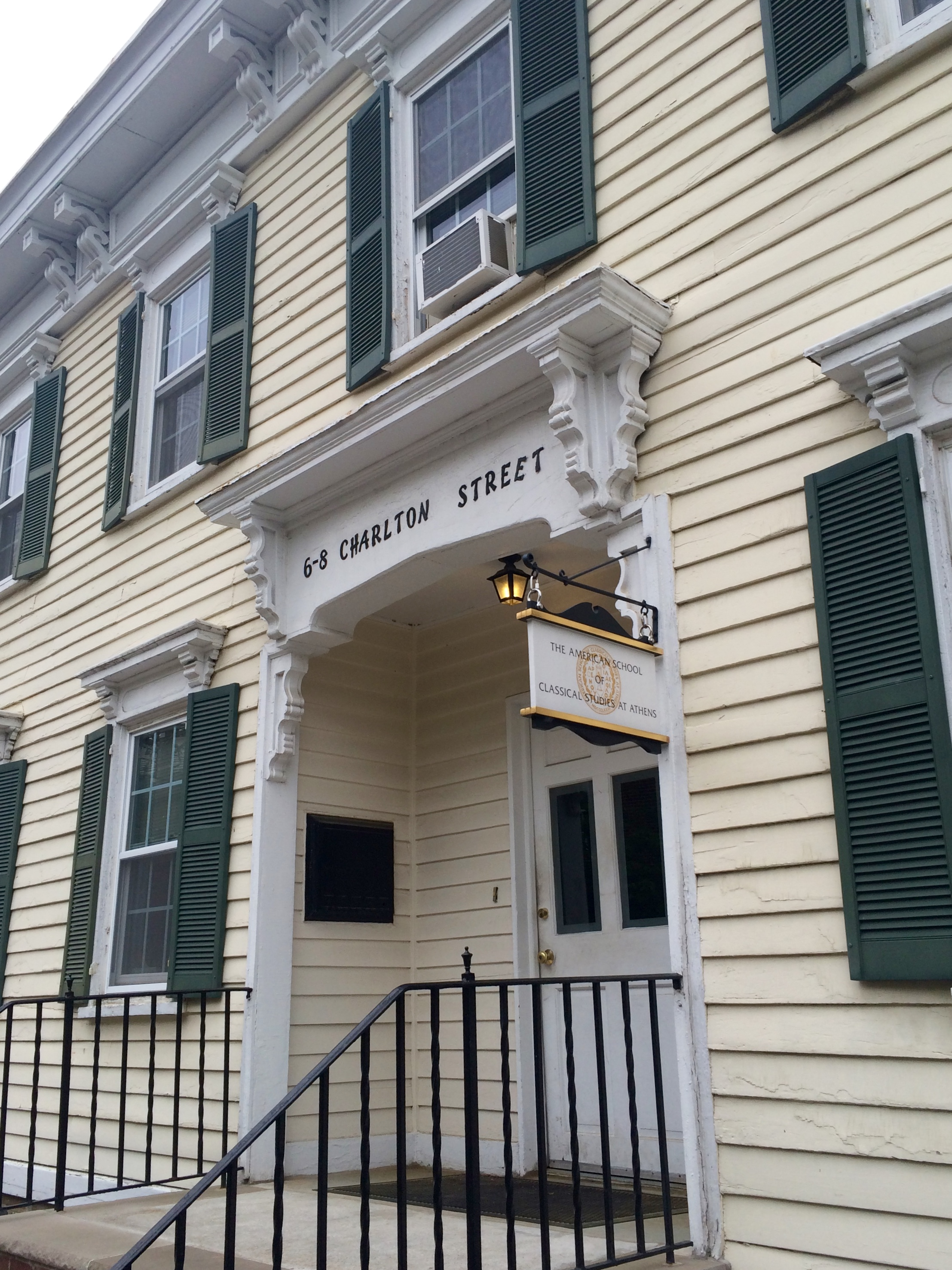
المكتب الأمريكي للمدرسة، يقع في 6-8 شارع تشارلتون، برينستون، نيو جيرسي

تأسست المدرسة الأمريكية للدراسات الكلاسيكية في أثينا في عام 1892، وهي المورد الأكثر أهمية في اليونان للباحثين الأمريكيين في مجالات الدراسات القديمة وما بعد الكلاسيكية في اللغة اليونانية والأدب والتاريخ والآثار والفلسفة والفن. مهمة المدرسة هي تعزيز المعرفة في اليونان في جميع الفترات، وكذلك في مناطق أخري من العالم الكلاسيكي، من خلال تدريب العلماء الشباب، ورعاية وتشجيع العمل الميداني الأثري، وتوفير الموارد للعمل العلمي، ونشر البحوث. كما تتولى وزارة الثقافة والسياحة الهيلينية تُعطي المسؤولية للمدرسة الأمريكية للدراسات الكلاسيكية في أثينا وهي تتحمل المسؤولية الأساسية عن جميع الأبحاث الأثرية الأمريكية، وتسعى إلى دعم التحقيق والحفاظ على التراث الثقافي اليوناني وعرضه.

## ببليوجرافيا
- E. Korka et al. (eds.): Foreign Archaeological Schools in Greece, 160 Years, Athens, Hellenic Ministry of Culture, 2006, p. 18-29.
- L. Lord: A History of the American School of Classical Studies at Athens: An Intercollegiate Experiment, 1882-1942.
- L. Shoe Meritt: A History of the American School of Classical Studies at Athens: 1939-1980.

## روابط خارجية
- موقع المدرسة
- AMBROSIA كتالوج الاتحاد لمكتبات بليجن وجينداوس للمدرسة الأمريكية للدراسات الكلاسيكية في أثينا ومكتبات المدرسة البريطانية في أثينا
- ASCSA.net قاعدة بيانات على الإنترنت من المدرسة الأمريكية للدراسات الكلاسيكية في أثينا
- ASCSA Publications
- The Archivist's Notebook
- Papers of the American School of Classical Studies at Athens, digital reproduction Heidelberg University Library